# Мораїда (Техас)
Мораїда (англ. Moraida) — переписна місцевість (CDP) в США, в окрузі Старр штату Техас. Населення — 229 осіб (2020).

## Географія
Мораїда розташована за координатами 26°24′51″ пн. ш. 98°58′35″ зх. д. / 26.41417° пн. ш. 98.97639° зх. д. (26.414277, -98.976422).  За даними Бюро перепису населення США в 2010 році переписна місцевість мала площу 0,14 км², уся площа — суходіл. В 2017 році площа становила 0,11 км², уся площа — суходіл.

## Демографія
Згідно з переписом 2010 року, у переписній місцевості мешкало 212 осіб у 47 домогосподарствах у складі 43 родин. Густота населення становила 1514 осіб/км².  Було 55 помешкань (393/км²).
Расовий склад населення:
| - 99,1 % — білих |

До двох чи більше рас належало 0,5 %. Частка іспаномовних становила 94,8 % від усіх жителів.
За віковим діапазоном населення розподілялося таким чином: 49,5 % — особи молодші 18 років, 46,7 % — особи у віці 18—64 років, 3,8 % — особи у віці 65 років та старші. Медіана віку мешканця становила 18,2 року. На 100 осіб жіночої статі у переписній місцевості припадало 66,9 чоловіків;  на 100 жінок у віці від 18 років та старших — 72,6 чоловіків також старших 18 років.
Цивільне працевлаштоване населення становило 123 особи. Основні галузі зайнятості: освіта, охорона здоров'я та соціальна допомога — 85,4 %, будівництво — 8,1 %, гуртова торгівля — 6,5 %.